# Sant'Eufemia (Roma)

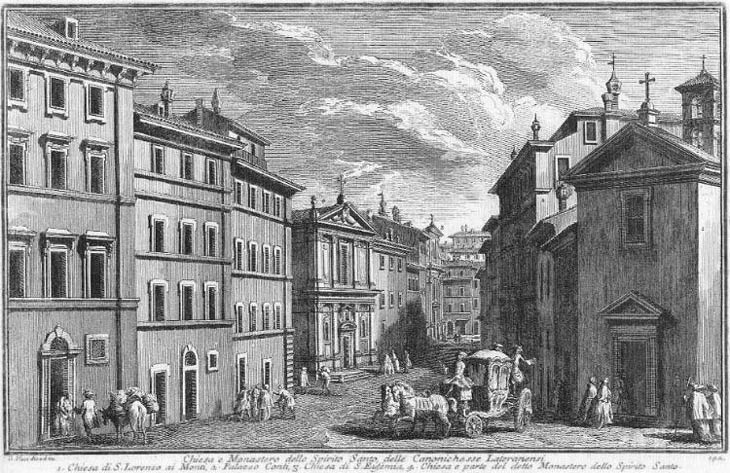
Nesta gravura de Giuseppe Vasi (meados do século XVIII), a igreja de Sant'Eufemia é a última, no fim do rua (número 3). Em primeiro plano estão San Lorenzo ai Monti (direita) e Santo Spirito ai Monti (esquerda), todas demolidas na mesma época.

Sant'Eufemia era uma igreja de Roma que ficava localizada no canto nordeste da esquina da atual Via Alessandrina com a antiga Via del Marforio (que não existe mais), no local onde hoje estão visíveis as ruínas do Fórum de Trajano (na época encobertas), no rione Monti. Era dedicada a Santa Eufêmia.

## História
O convento foi fundado em 1595 durante o pontificado do papa Clemente VIII (r. 1592-1605) e pertencia a uma pequena comunidade de freiras hospitalares que cuidavam de meninas de rua abandonadas. A igreja original do convento era medieval e aparentemente ficava para o norte da atual Santissimo Nome di Maria al Foro Traiano, numa rua que ainda hoje se chama Via di Sant'Eufemia, antigamente pertinente apenas à seção para o norte do cruzamento com a moderna Via delle Tre Cannelle.
A nova igreja e o albergue para as meninas foram construídos para o sul da igreja medieval, que foi demolida, do lado oeste da via dei Taroli (a extremidade norte da atual Via Alessandrina), para o norte do cruzamento com a Via del Marforio. Um outro convento para a mesma congregação foi construído na mesma época em Sant'Urbano ai Pantani, mais para o sul na mesma Via Alessandrina. A ideia era que se alguma das meninas ou das irmãs quisesse se tornar uma freira enclausurada, ela poderia mudar para lá. A regra escolhida foi a das Ordem das Irmãs Clarissas Capuchinhas. Estes dois conventos são frequentemente confundidos.
Esta congregação, que não existe mais, ficou conhecida como Zitelle Sperse ("Jovens Abandonadas").

## Demolição
O convento inteiro foi demolido em 1812 para permitir a escavação das ruínas da Basílica Úlpia, cujas ruínas hoje estão aparentes no local. Depois de uma curta estadia em Santa Caterina dei Funari, a comunidade se mudou para o convento de Sant'Ambrogio della Massima, que estava vazio, entre 1814 e 1828. Em seguida, as irmãs se estabeleceram em San Paolo Primo Eremita e ficaram ali até pouco depois de 1870, quando elas finalmente se juntaram às freiras enclausuradas em Sant'Urbano ai Pantani.
Este último convento também acabou sendo demolido em 1930 e as irmãs se mudaram para um novo convento na Via Aurelia Antica, que se tornou a sede das capuchinhas italianas. A ordem foi finalmente suprimida em 2015.

## Descrição
O convento ficava num terreno estreito e comprido e ocupava toda a extensão da Via dei Taroli, da antiga Piazza della Colonna Traiana até a Via del Marforio. A entrada ficava de frente par a igreja do Santissimo Nome di Maria al Foro Traiano e dava acesso a um longo e estreito claustro que só tinha arcadas nos lados curtos. No lado norte do complexo ficava o albergue e no sul, o convento com sua igreja, esta última na esquina da Via dei Taroli com a Via del Marforio, numa orientação norte-sul. Para o oeste do complexo estava o convento de Santo Spirito ai Monti, do qual estava separado por um muro.
A igreja propriamente dita era de nave simples, sem corredores, com uma abside retangular e uma abóbada de berço assentada sobre dois pares de pilastras. O tamanho e a planta eram os mesmos da igreja de Santo Spirito.

## Basílica paleocristã
Esta igreja é frequentemente confundida com uma outra dedicada à mesma santa, Sant'Eufemia all'Esquilino, também no rione Monti, mas na Via Urbana, no terreno onde hoje está a igreja Bambino Gesù all'Esquilino. Ela foi demolida no final do século XVI e era conhecida principalmente por seu importante mosaico paleocristão. A igreja do convento era considerada a sua sucessora.
A basílica foi originalmente fundada no século V e foi mencionada pela primeira vez em 451. Ela foi ocupada por alguns anos pelos franciscanos reformados entre 1530 e 1536 antes deles se estabelecerem em San Bonaventura al Palatino. O famoso mosaico ficava na abside e retratava Santa Eufêmia vestida como uma princesa imperial em posição "orante"(em latim: orans) com uma mão sobre sua cabeça saindo do céu e segurando uma guirlanda. Ao lado dela estavam duas cobras em posição de ataque. Felizmente sobreviveram desenhos deste mosaico, que tem paralelos óbvios com os de Sant'Agnese fuori le Mura.